# Филипьев, Юрий Петрович
Юрий Петрович Филипьев (05.03.1934, Сухуми — 22.12.2004, Москва) — советский моряк-подводник, один из первых отечественных гидронавтов. Герой Советского Союза (19.03.1973). Капитан 1-го ранга (25.07.1974).

## Биография
Родился в семье рабочего — грузчика морского порта. Русский. Член КПСС с 1962 года. В 1952 году окончил Тбилисское Нахимовское военно-морское училище.
В Военно-Морском Флоте с июня 1952 года. В декабре 1956 года окончил 1-е Высшее военно-морское училище подводного плавания, в июле 1966 года — Высшие специальные офицерские классы ВМФ.
С февраля 1957 года по май 1958 года служил на подводных лодках Тихоокеанского флота — командир рулевой группы штурманской боевой части подводной лодки «С-337», с мая 1958 года по март 1959 года служил на аналогичной должности на ПЛ «Б-19». С мая по сентябрь 1959 года служил командиром рулевой группы на ПЛ «Б-135» Ленинградского военно-морского района Балтийского флота.
С сентября 1959 года по апрель 1963 года командир штурманской боевой части и боевой части связи ПЛ «С-364» Балтийского флота, после чего, до декабря 1963 года, был откомандирован на суда Министерства морского флота СССР «для совершенствования практических навыков кораблевождения».
С декабря 1963 года по июль 1964 года — помощник командира ПЛ «С-187», с июля 1964 года по ноябрь 1965 года — старший помощник командира 130-го экипажа подводной лодки, затем по январь 1968 года — старший помощник командира ПЛ «С-160», а с января по август 1968 года — командир ПЛ «С-15» Балтийского флота.
C августа 1968 года продолжил службу командиром корабля-испытателя 19-го Центра Министерства обороны СССР (глубоководные исследования).
Летом 1972 года был прикомандирован к экипажу подводной лодки Б-69 25-й бригады подводных лодок 4-й учебной дивизии кораблей Ленинградской военно-морской базы, специально переоборудованной под буксировку новейшего глубоководного комплекса «Селигер». Осенью 1972 года лодка совершила боевой поход в Северную Атлантику, в ходе которого экипаж гидронавтов, в составе которого был Ю. П. Филипьев, произвёл океанические испытания глубоководного аппарата. В целом ходовые сдаточные испытания комплекса прошли успешно. В ходе испытаний экипаж гидронавтов «Селигер»а достиг глубины в 2 000 метров.
Звание Героя Советского Союза с вручением ордена Ленина и медали «Золотая Звезда» капитану 2 ранга Филипьеву Юрию Петровичу присвоено указом Президиума Верховного Совета СССР от 19 марта 1973 года «за испытание и освоение новой военной техники и проявленное при этом мужество». Этим же указом звания Героев присвоены и другим членам экипажа Ю. Г. Пыхину и В. М. Шишкину; эти трое моряков стали первыми отечественными гидронавтами, удостоенными звания Героев Советского Союза.
С 1976 года по октябрь 1989 года — заместитель начальника 12-го отдела (по испытаниям подводных лодок) 19-го Центра Министерства обороны СССР. В октябре 1989 года уволен в запас.
С 1980 по 1992 год включительно был председателем Федерации водного поло СССР. С 1996 года — председатель Союза выпускников суворовских, нахимовских училищ и кадетских корпусов. Член правления московского клуба Героев Советского Союза и Российской Федерации и полных кавалеров ордена Славы.

Могила Ю. П. Филипьева на Троекуровском кладбище Москвы

Жил в городе-герое Москве. Скончался 22 декабря 2004 года. Похоронен на Троекуровском кладбище.
Имя Героя носила пионерская дружина школы № 2 города Сухуми.

## Награды
- Медаль «Золотая Звезда» Героя Советского Союза (19.03.1973)
- орден Ленина (19.03.1973)
- Орден Красной Звезды[источник не указан 1010 дней]
- орден За службу Родине в Вооружённых Силах СССР 3 степени (1975)
- медали